# Muscle long extenseur des orteils

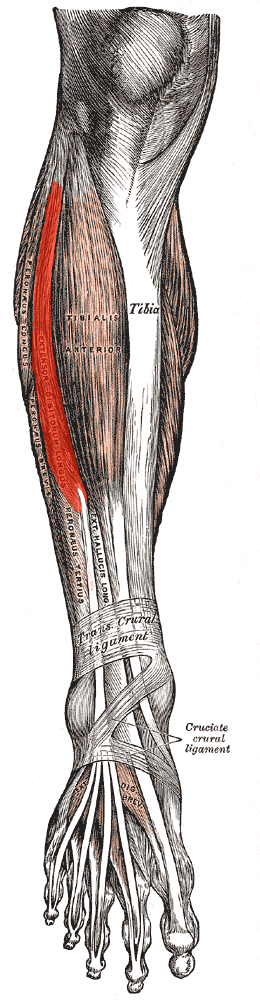
Muscle long extenseur des orteils.

Le muscle long extenseur des orteils (ou muscle extenseur commun des orteils) est un muscle du membre inférieur situé dans la jambe. Il est contenu dans la loge crurale antérieure.

## Description
Le muscle long extenseur des orteils recouvre en partie le muscle long extenseur de l'hallux et relie la fibula aux phalanges des deuxième au cinquième orteils.

## Origine
Le muscle long extenseur des orteils se fixe au-dessus et en dehors de l'origine du muscle long extenseur de l'hallux sur les deux tiers supérieur de la face médiale de la fibula, sur la partie latérale de la membrane interosseuse de la jambe et sur la face profonde du fascia crural.

## Trajet
Le muscle long extenseur des orteils descend verticalement, forme un tendon qui traverse le faisceau supérieur du rétinaculum des muscles extenseurs du pied en s'orientant vers l'avant et glisse sous le faisceau inférieur en se divisant en quatre tendons.

## Terminaison
Les quatre tendons se terminent sur les quatre derniers orteils par trois bandelettes d'extension : une bandelette médiale et deux bandelettes latérales.
La languette médiane s'insère sur la face dorsale de la phalange moyenne de l'orteil et les deux languettes latérale fusionnent et s’insèrent sur l'extrémité proximale de la phalange distale de l'orteil.

## Innervation
L'innervation du muscle long extenseur des orteils est assurée par le nerf fibulaire profond et, pour sa partie haute par un petit rameau qui vient directement du nerf fibulaire commun

## Anatomie fonctionnelle
Le muscle long extenseur des orteils est éverseur (fléchisseur dorsal, abducteur et pronateur) par correspondance au niveau de la cheville et il est extenseur des quatre derniers orteils.
En statique, il stabilise les articulations metatarso-phalangiennes.